# جاي بيرلينر
جاي بيرلينر (بالإنجليزية: Jay Berliner)‏ هو عازف قيثارة جاز وموسيقي وعازف قيثارة أمريكي، ولد في 24 مايو 1940 في نيويورك في الولايات المتحدة.

## وصلات خارجية
- جاي بيرلينر على موقع ميوزك برينز (الإنجليزية)
- جاي بيرلينر على موقع أول ميوزيك (الإنجليزية)
- جاي بيرلينر على موقع ديسكوغز (الإنجليزية)